# Sōta Kitano
Sōta Kitano (japanisch 北野 颯太 Kitano Sōta; * 13. August 2004 in Arida, Präfektur Wakayama) ist ein japanischer Fußballspieler.

## Karriere

### Verein
Kitano begann bei Arterivo Yuasam, ehe er zu Cerezo Osaka wechselte, wo er erst in der Jugend und dann in der U23, der Zweitmannschaft, tätig war. Er debütierte am 25. Oktober 2020 (23. Spieltag) während eines Kurzeinsatzes gegen die U23 Gamba Osakas. Im Anschluss kam er schon des Öfteren in der dritten Liga zum Einsatz und wurde zum Stammspieler in der U23. Seinen ersten Erstligaeinsatz als Jugendspieler hatte er am 19. Februar 2022 (1. Spieltag) im Auswärtsspiel gegen die Yokohama F. Marinos. Hier wurde er in der 80. Minute für Mutsuki Katō eingewechselt. Am 1. Februar 2023 unterschrieb er bei Cerezo seinen ersten Profivertrag. Insgesamt kam er für Cerezo zu 68 Einsätzen im japanischen Oberhaus, in denen er acht Tore erzielte.
Im Juni 2025 wechselte Kitano im Sondertransferfenster im Rahmen der Klub-WM 2025 zum österreichischen Bundesligisten FC Red Bull Salzburg, bei dem er einen bis 2029 laufenden Vertrag erhielt.

### Nationalmannschaft
Kitano spielte bislang in diversen Juniorenmannschaften der Japaner. Mit der U-20-Mannschaft nahm er 2023 an der Asienmeisterschaft in Usbekistan teil und kam dort in allen fünf Spielen zum Einsatz. Durch den Halbfinaleinzug qualifizierte sich die Mannschaft für die nachfolgende Weltmeisterschaft in Argentinien. Auch dort gehörte Kitano zum Kader und stand in allen drei Gruppenspielen auf dem Platz.